# Alkanna sieberi
Alkanna sieberi är en strävbladig växtart som beskrevs av A. Dc. Alkanna sieberi ingår i släktet Alkanna och familjen strävbladiga växter. Inga underarter finns listade i Catalogue of Life.